# Köppens klimatklassifikation
| Af Am Aw |  | BWh BWk BSh BSk |  | Csa Csb |  | Cwa Cwb Cwc |  | Cfa Cfb Cfc |  | Dsa Dsb Dsc Dsd |  | Dwa Dwb Dwc Dwd |  | Dfa Dfb Dfc Dfd |  | ET EF |

En uppdaterad Köppen–Geiger-klimatkarta för perioden 1980–2016:

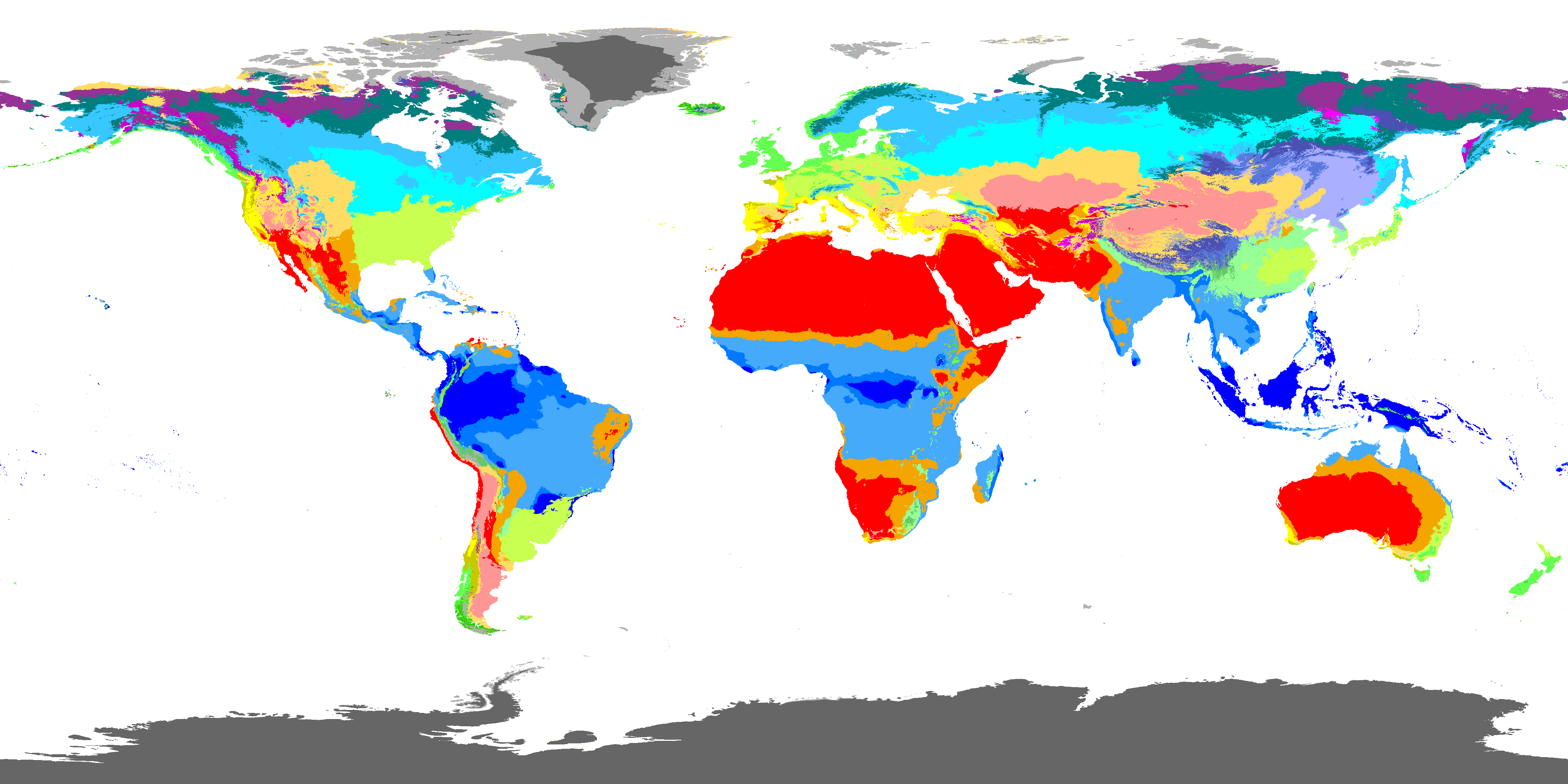
Prognostiserad Köppen–Geiger-klimatkarta för perioden 2071–2100 under antagande om klimatscenario en, vilket betraktas som ett möjligt värstafall-scenario som ger en genomsnittlig global uppvärmining på 3,7°C efter år 2080.

Köppens klimatklassifikation är ett av de mest använda klimatklassifikationssystemen. Det publicerades först av den rysk-tyske klimatologen Wladimir Köppen år 1884, med flera efterföljande modifikationer av Köppen själv, varav de mest påtagliga skedde år 1918 och 1936. Därefter samarbetade den tyske klimatologen Rudolf Geiger med Köppen beträffande modifikationer i klassifikationssystemet, varför det ibland kallas för Köppen–Geigers klimatklassifikation.
Under 1960-talet betraktades Trewarthas klimatklassifikationssystem som en modifikation av Köppens system, i ett försök att åtgärda några av bristerna i Köppens system. Det gällde framför allt att mellanlatitudsklimatzonen var alltför bred.
Systemet är baserat på konceptet att den inhemska vegetationen är det bästa uttrycket för klimatet. Således har klimatzongränserna valts med vegetationsdistribution i åtanke. Den kombinerar genomsnittliga årliga och månatliga temperaturer och nederbörd, samt årstidsvariationen av nederbörd.:200–1

## Indelning

Köppen klimatklassificeringskarta för Sverige perioden 1980-2016 utgående från 0°C-isotermen.

Sveriges prognosticerade Köppen klimatklassificeringskarta för 2071-2100 under antagande om värstafall-scenariot RCP8.5.

I systemet finns fem huvudklimattyper, som anges med versala bokstäver:
- A: Tropiskt klimat
- B: Arida klimat
- C: Varmtempererat klimat
- D: Kalltempererat klimat
- E: Polarklimat

Genom att tillfoga en eller flera gemena bokstäver till huvudklimattypernas versala delas huvudtyperna in i undertyper:
- a: Het sommar
- b: Varm sommar
- c: Sval sommar
- d: Sval sommar, extrem vinterkyla
- h: Torrt och hett
- k: Torrt, kall vinter
- f: Helårsregn
- m: Monsunregn
- s: Vinterregn
- w: Sommarregn

### Grupp A: Tropiskt klimat
Klassifikationskriterierna för grupp A är att alla årets månader skall ha en medeltemperatur över 18 °C och en årlig nederbörd över eller lika med 1500 mm. Jordens regnskogar faller inom denna grupp.

### Grupp B: Arida klimat
Klassifikationskriterierna för grupp B är att den potentiella evapotranspirationen skall vara större än nederbörden. Jordens torraste områden faller inom denna kategori. Gruppen har undertyperna:
- BW: Arida klimat – öknar faller in i denna kategori
- BS: Semiarida klimat – stäpp och savann faller in i denna kategori

### Grupp C: Varmtempererat klimat
Klassifikationskriterierna för grupp C är att somrarna skall vara fuktiga och varma, och vintrarna kalla till milda. Gruppen har undertypen:
- Cs: Medelhavsklimat, med torra somrar och nederbördsrika vintrar.

### Grupp D: Kalltempererat klimat
Klassifikationskriterierna för grupp D är att medeltemperaturen skall vara högre än 10 °C i den varmaste månaden, och lägre än −3 °C i den kallaste månaden.

### Grupp E: Polarklimat
Klassifikationskriterierna för grupp E är att månadstemperaturen skall vara lägre än 10 °C året runt. Gruppen har undertyperna:
- ET: Tundraklimat, där åtminstone en månad har en medeltemperatur över 0 °C. Det finns gräs och liknande växtlighet, men inte träd.
- EF: Glacialklimat där månadsmedeltemperaturen aldrig överstiger 0 °C, och snön/isen ligger kvar året om. Det finns ingen växtlighet.